# Eustrotia costimacula
Eustrotia costimacula là một loài bướm đêm trong họ Noctuidae.